# Mazirot
Mazirot est une commune française située dans le département des Vosges, en région Grand Est.
Ses habitants sont appelés les Mazuriens.

## Géographie
Mazirot est située juste en aval de Mirecourt dans la vallée du Madon. La rivière lui sert partiellement de limite avec Poussay.

### Localisation
Le village n’est qu’à deux kilomètres de Mirecourt. La route qui y mène offre un superbe panorama de la cité des Luthiers.
L’entrée du village (côté Poussay) est marquée par la présence de la demeure des seigneurs de Mazirot. Un pont enjambant le Madon mène vers le village qui s’est développé à flanc de coteau sur la rive droite de la rivière.

### Géologie et relief
La commune se compose de 26,15 hectares de territoires artificialisés (3,96 %) 405,33 hectares de territoires agricoles (61,41 %) et 228,06 hectares de forêts et milieux semi-naturels (34,55 %).
Espaces naturels :
- Une zone naturelle d'intérêt écologique, faunistique et floristique (Znieff) :

Vergers de Mirecourt

### Hydrographie et les eaux souterraines
Hydrogéologie et climatologie : Système d’information pour la gestion des eaux souterraines du bassin Rhin-Meuse :
Territoire communal : Occupation du sol (Corinne Land Cover); Cours d'eau (BD Carthage),
Géologie : Carte géologique; Coupes géologiques et techniques,
 Hydrogéologie : Masses d'eau souterraine; BD Lisa; Cartes piézométriques.

#### Réseau hydrographique
La commune est située dans le bassin versant du Rhin au sein du bassin Rhin-Meuse. Elle est drainée par le Madon et le ruisseau le Hainvau,.
Le Madon, d'une longueur totale de 96,9 km, prend sa source dans la commune de Vioménil et se jette dans la Moselle à Pont-Saint-Vincent, après avoir traversé 47 communes.

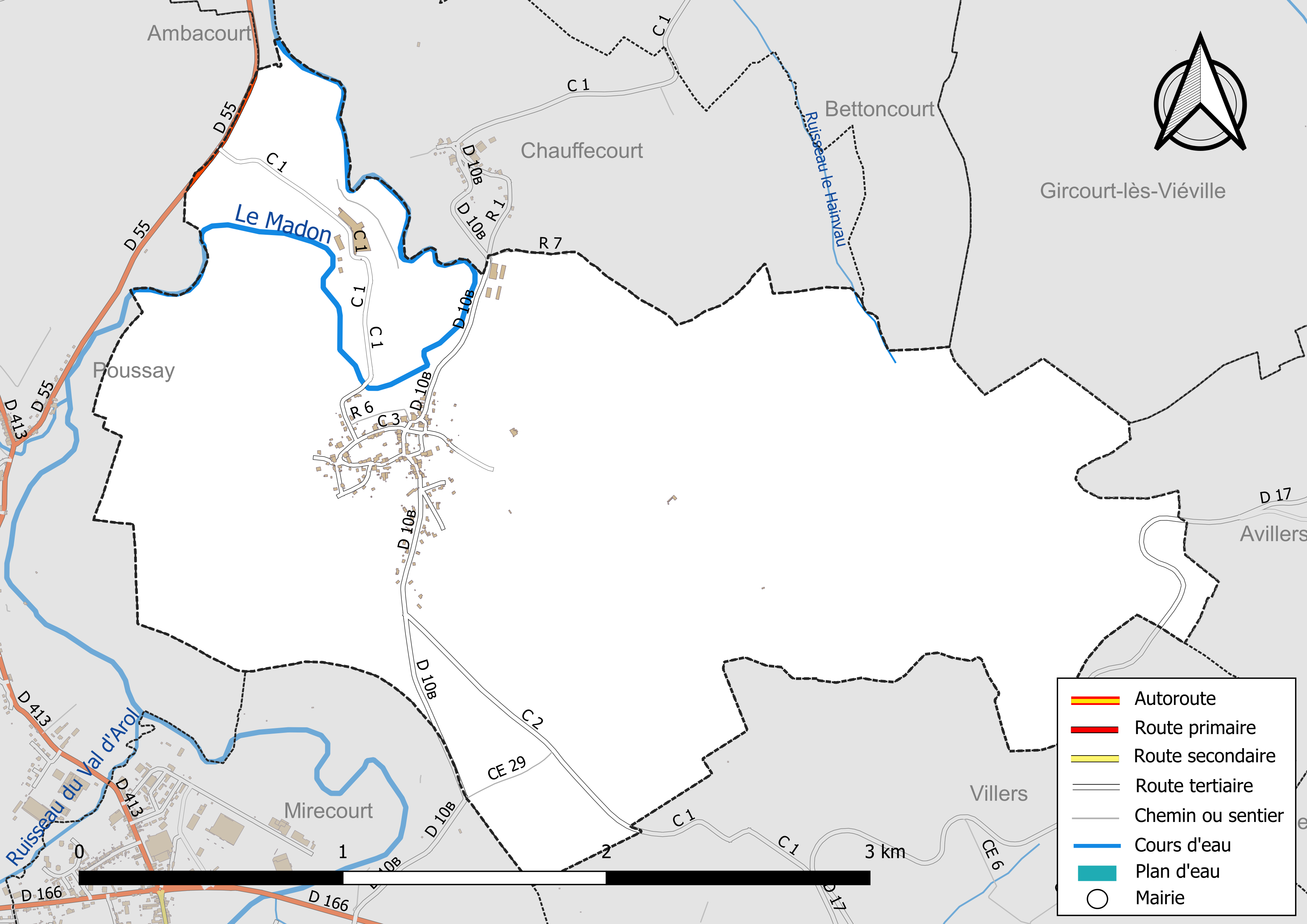
Réseaux hydrographique et routier de Mazirot.

#### Gestion et qualité des eaux
Le territoire communal est couvert par le schéma d'aménagement et de gestion des eaux (SAGE) « Nappe des Grès du Trias Inférieur ». Ce document de planification, dont le territoire comprend le périmètre de la zone de répartition des eaux de la nappe des Grès du trias inférieur (GTI), d'une superficie de 1 497 km2, est en cours d'élaboration. L’objectif poursuivi est de stabiliser les niveaux piézométriques de la nappe des GTI et atteindre l'équilibre entre les prélèvements et la capacité de recharge de la nappe. Il doit être cohérent avec les objectifs de qualité définis dans les SDAGE Rhin-Meuse et Rhône-Méditerranée. La structure porteuse de l'élaboration et de la mise en œuvre est le conseil départemental des Vosges.
La qualité des eaux de baignade et des cours d’eau peut être consultée sur un site dédié géré par les agences de l’eau et l’Agence française pour la biodiversité.

### Climat
Pour des articles plus généraux, voir Climat du Grand Est et Climat des Vosges.
En 2010, le climat de la commune est de type climat des marges montargnardes, selon une étude du Centre national de la recherche scientifique s'appuyant sur une série de données couvrant la période 1971-2000. En 2020, Météo-France publie une typologie des climats de la France métropolitaine dans laquelle la commune est exposée à un climat semi-continental et est dans la région climatique  Lorraine, plateau de Langres, Morvan, caractérisée par un hiver rude (1,5 °C), des vents modérés et des brouillards fréquents en automne et hiver.
Pour la période 1971-2000, la température annuelle moyenne est de 9,8 °C, avec une amplitude thermique annuelle de 16,9 °C. Le cumul annuel moyen de précipitations est de 947 mm, avec 12,8 jours de précipitations en janvier et 9,8 jours en juillet. Pour la période 1991-2020, la température moyenne annuelle observée sur la station météorologique de Météo-France la plus proche, « Mirecourt-inra », sur la commune de Mirecourt à 3 km à vol d'oiseau, est de 10,4 °C et le cumul annuel moyen de précipitations est de 824,3 mm. 
La température maximale relevée sur cette station est de 39,5 °C, atteinte le 25 juillet 2019 ; la température minimale est de −19,5 °C, atteinte le 20 décembre 2009,,.
Les paramètres climatiques de la commune ont été estimés pour le milieu du siècle (2041-2070) selon différents scénarios d'émission de gaz à effet de serre à partir des nouvelles projections climatiques de référence DRIAS-2020. Ils sont consultables sur un site dédié publié par Météo-France en novembre 2022.

## Urbanisme

### Typologie
Au 1er janvier 2024, Mazirot est catégorisée commune rurale à habitat dispersé, selon la nouvelle grille communale de densité à sept niveaux définie par l'Insee en 2022.
Elle est située hors unité urbaine. Par ailleurs la commune fait partie de l'aire d'attraction de Mirecourt, dont elle est une commune de la couronne,. Cette aire, qui regroupe 33 communes, est catégorisée dans les aires de moins de 50 000 habitants,.

### Occupation des sols
L'occupation des sols de la commune, telle qu'elle ressort de la base de données européenne d’occupation biophysique des sols Corine Land Cover (CLC), est marquée par l'importance des territoires agricoles (61,6 % en 2018), en diminution par rapport à 1990 (65,6 %). La répartition détaillée en 2018 est la suivante : 
prairies (32,4 %), terres arables (29,2 %), forêts (26,9 %), milieux à végétation arbustive et/ou herbacée (7,6 %), zones urbanisées (4 %). L'évolution de l’occupation des sols de la commune et de ses infrastructures peut être observée sur les différentes représentations cartographiques du territoire : la carte de Cassini (XVIIIe siècle), la carte d'état-major (1820-1866) et les cartes ou photos aériennes de l'IGN pour la période actuelle (1950 à aujourd'hui).

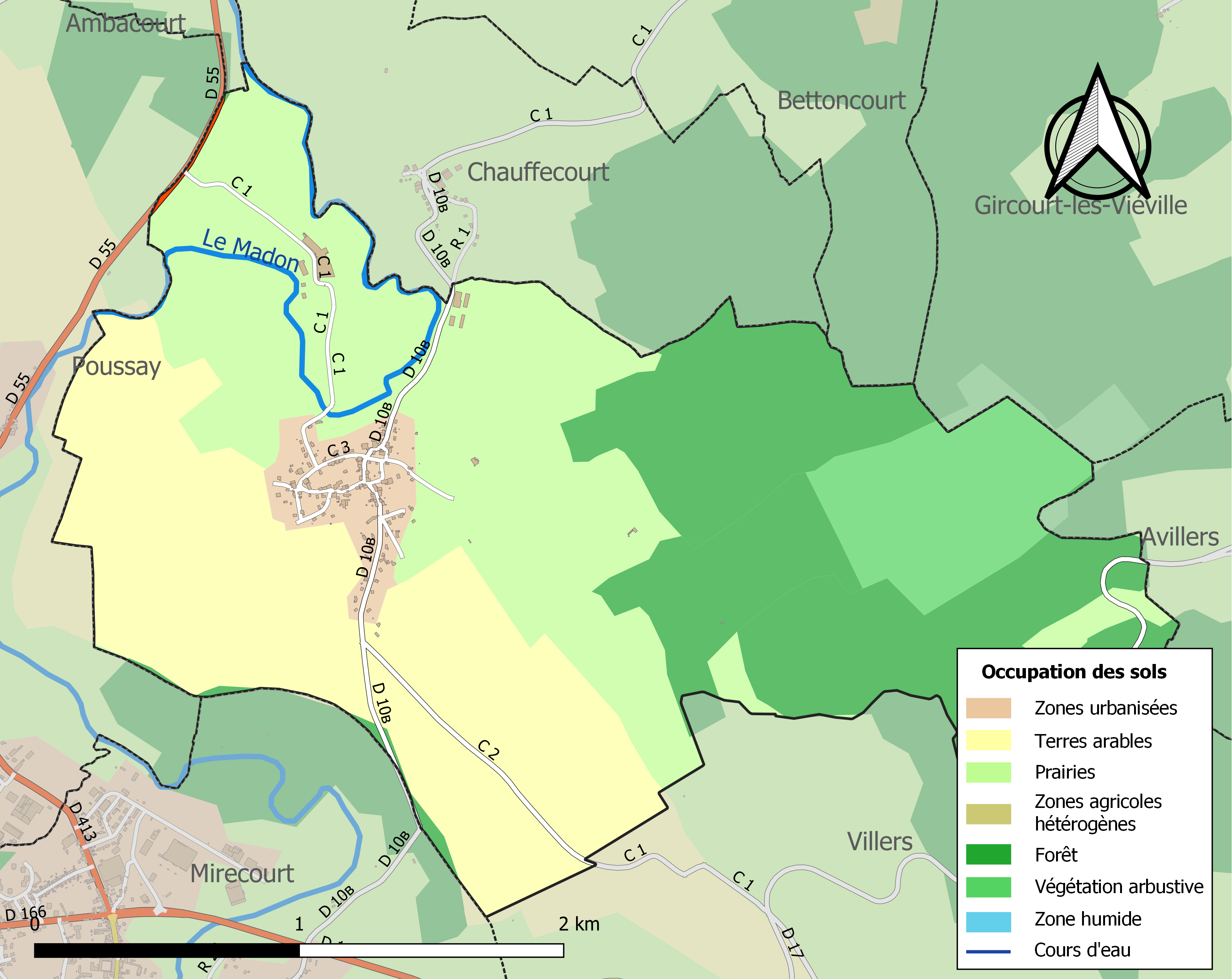
Carte des infrastructures et de l'occupation des sols de la commune en 2018 (CLC).

### Voies de communications et transports

#### Voies routières
- A31 (aussi appelée autoroute de Lorraine-Bourgogne). Échangeur Châtenois.

#### Transports en commun
- Fluo Grand Est.

#### Lignes SNCF
- Gare de Charmes
- Gare de Châtel - Nomexy

#### Transports aériens
- L'Aéroport d'Épinal-Mirecourt « Vosges Aéroport ».

À partir de l'été 2021, l’aéroport d’Épinal-Mirecourt est devenu le "pélicandrome" de la Zone Est et servira ainsi de base de ravitaillement et d’intervention pour les avions bombardiers d’eau connus sous le nom de Dash 8.

## Toponymie
Le nom de la localité est attesté sous les formes Maiseroy (XIIIe siècle) ; Maseroy (1351) ; Mazeroy (1355) ; Marseroy, Marseroye (1402) ; De Masereyo (1402) ; Maizerot (1415) ; Maizeroy (1430) ; Maiziroy (1477) ; Mazirot (1594) ; Masirot (1597) ; Maulzirot (1628) ; Maizerot, Mazurot (1656) ; Mazirot ou Malzirot, jadist Mexeroy (1711) ; Mazirot, l’ancien nom est Mezeroy (1753) ; Maceriolœ (1768).

Probablement du latin maceria « mur de clôture » avec le suffixe collectif -etum et attraction des finales -ot, « lieu pourvu de petites murailles », proviendrait de masure : maceriolæ en 1768 ne signifiant pas autre chose.

## Histoire
Une ordonnance du 6 juillet 1832 a rattaché au territoire de Mazirot le canton de bois dit « les Six-Jours » qui constituait auparavant une enclave de la commune de Chauffecourt.
Riche d’un passé historique, Mazirot offre par son église, sa croix ancienne et son habitat typique une belle occasion de balades à la découverte du patrimoine local mais aussi de la nature environnante en empruntant son sentier de randonnée.

## Politique et administration

### Découpage territorial
Par arrêté préfectoral du 15 septembre 2023, la commune est retirée le 1er janvier 2024 de l'arrondissement d'Épinal et rattachée à l'arrondissement de Neufchâteau.

### Liste des maires
| Période                                  | Période                   | Identité                                          | Étiquette | Qualité                                   |
| ---------------------------------------- | ------------------------- | ------------------------------------------------- | --------- | ----------------------------------------- |
| Les données manquantes sont à compléter. |                           |                                                   |           |                                           |
|                                          | mars 2001                 | Alain Moinier                                     |           |                                           |
| mars 2001                                | En cours (au 25 mai 2020) | Dominique Maillard Réélu pour le mandat 2020-2026 | UMP       | Professeur au lycée agricole de Mirecourt |

### Budget et fiscalité 2023

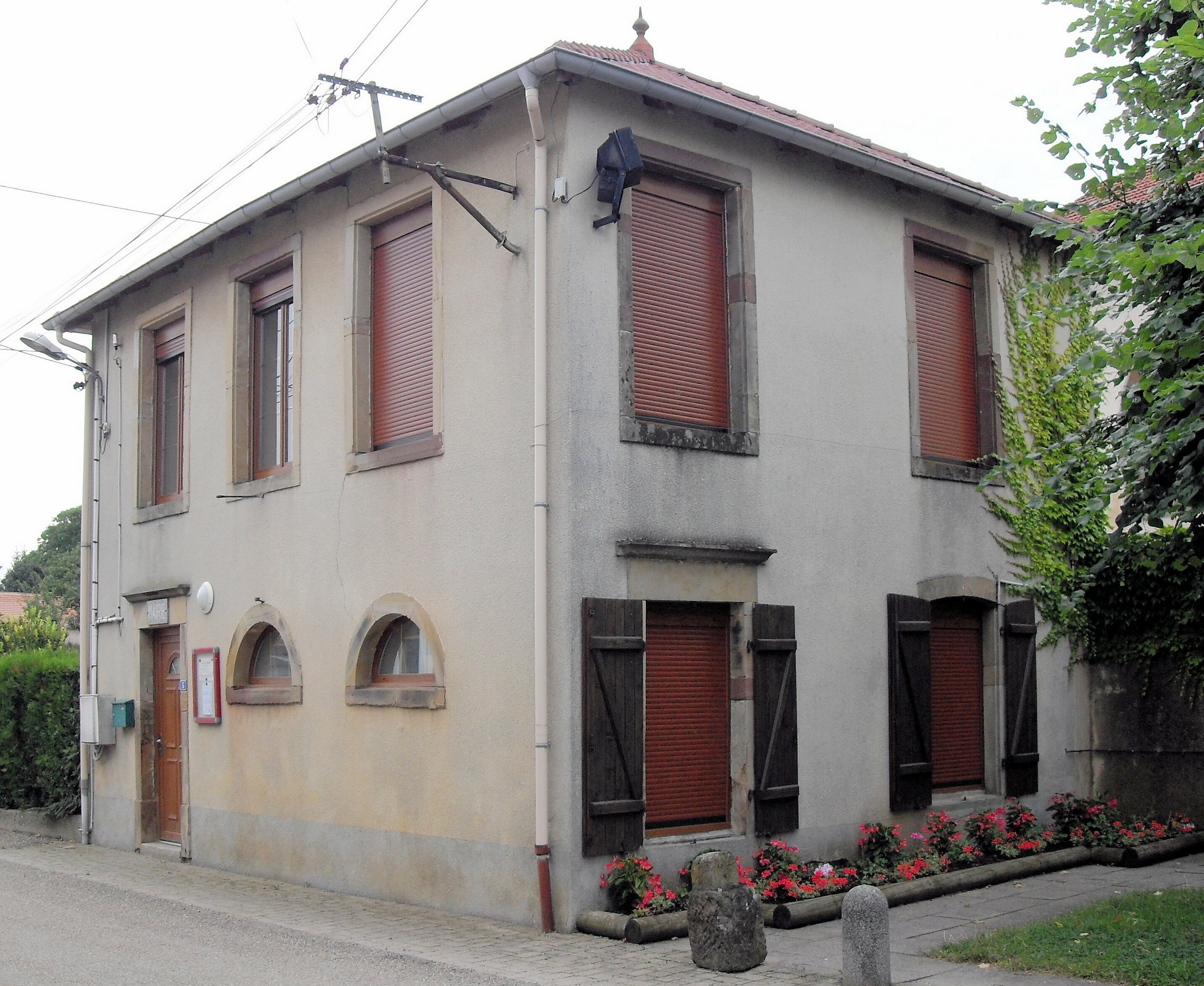
La mairie.

En 2023, le budget de la commune était constitué ainsi :
- total des produits de fonctionnement : 283 000 €, soit 1 183 € par habitant ;
- total des charges de fonctionnement : 161 000 €, soit 674 € par habitant ;
- total des ressources d'investissement : 236 000 €, soit 987 € par habitant ;
- total des emplois d'investissement : 37 000 €, soit 153 € par habitant ;
- endettement : 228 000 €, soit 952 € par habitant.

Avec les taux de fiscalité suivants :
- taxe d'habitation : 18,90 % ;
- taxe foncière sur les propriétés bâties : 38,18 % ;
- taxe foncière sur les propriétés non bâties : 25,69 % ;
- taxe additionnelle à la taxe foncière sur les propriétés non bâties : 0,00 % ;
- cotisation foncière des entreprises : 0,00 %.

Chiffres clés Revenus et pauvreté des ménages en 2021 : médiane en 2021 du revenu disponible, par unité de consommation 23 910 €.

## Population et société

### Démographie

#### Évolution démographique
L'évolution du nombre d'habitants est connue à travers les recensements de la population effectués dans la commune depuis 1793. Pour les communes de moins de 10 000 habitants, une enquête de recensement portant sur toute la population est réalisée tous les cinq ans, les populations de référence des années intermédiaires étant quant à elles estimées par interpolation ou extrapolation. Pour la commune, le premier recensement exhaustif entrant dans le cadre du nouveau dispositif a été réalisé en 2004.

En 2022, la commune comptait 237 habitants, en évolution de +6,28 % par rapport à 2016 (Vosges : −2,96 %, France hors Mayotte : +2,11 %).
| 1793 | 1800 | 1806 | 1821 | 1831 | 1836 | 1841 | 1846 | 1856 |
| ---- | ---- | ---- | ---- | ---- | ---- | ---- | ---- | ---- |
| 173  | 261  | 294  | 311  | 313  | 322  | 369  | 371  | 313  |

| 1861 | 1866 | 1876 | 1881 | 1886 | 1891 | 1896 | 1901 | 1906 |
| ---- | ---- | ---- | ---- | ---- | ---- | ---- | ---- | ---- |
| 318  | 333  | 320  | 308  | 266  | 263  | 257  | 238  | 245  |

| 1911 | 1921 | 1926 | 1931 | 1936 | 1946 | 1954 | 1962 | 1968 |
| ---- | ---- | ---- | ---- | ---- | ---- | ---- | ---- | ---- |
| 214  | 215  | 196  | 183  | 169  | 153  | 153  | 180  | 191  |

| 1975 | 1982 | 1990 | 1999 | 2004 | 2006 | 2009 | 2014 | 2019 |
| ---- | ---- | ---- | ---- | ---- | ---- | ---- | ---- | ---- |
| 202  | 258  | 267  | 234  | 220  | 219  | 219  | 219  | 228  |

| 2022 | - | - | - | - | - | - | - | - |
| ---- | - | - | - | - | - | - | - | - |
| 237  | - | - | - | - | - | - | - | - |

### Enseignement
Établissements d'enseignements : 
- Écoles maternelles et primaires à Poussay, Mirecourt, Mattaincourt, Savigny.
- Collèges à Mirecourt, Charmes, Dompaire, Châtel-sur-Moselle, Vézelise.
- Lycées à Mirecourt, Harol, Thaon-les-Vosges, Mandres-sur-Vair.

### Santé
Professionnels et établissements de santé :
- Médecins à Mirecourt, Mattaincourt, Diarville, Charmes, Dompaire, Vincey.
- Pharmacies à Mirecourt, Mattaincourt, Diarville, Charmes, Remoncourt, Dompaire, Vincey.
- Hôpitaux à Mirecourt, Mattaincourt, Charmes, Ville-sur-Illon.

### Cultes
- Culte catholique, Paroisse Saint-Pierre-Fourier[33], Diocèse de Saint-Dié.

## Économie

### Entreprises et commerces

#### Commerces
- Commerces et services de proximité[34].

## Culture locale et patrimoine

### Lieux et monuments

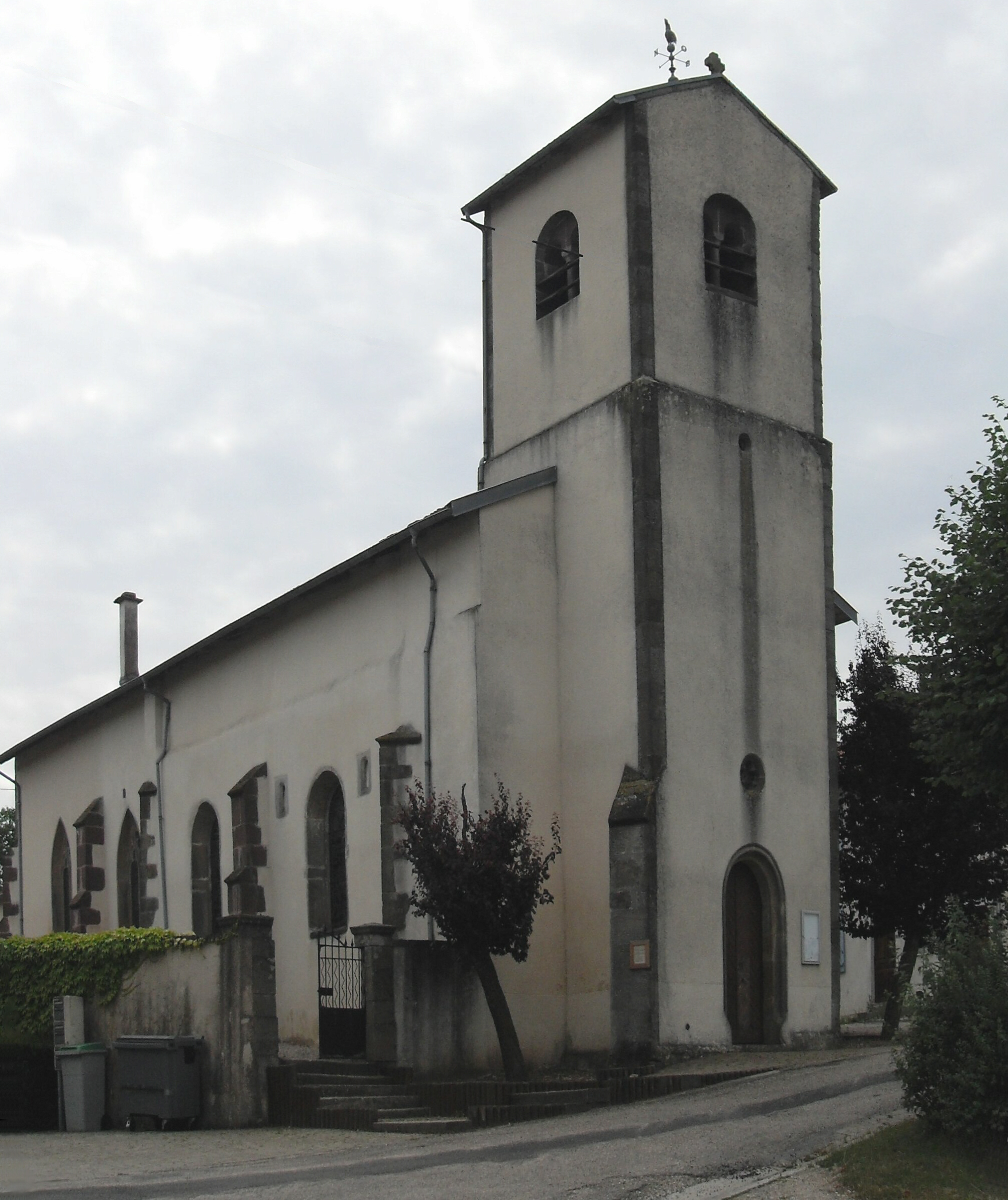
L'église Saint-Pierre-aux-Liens.
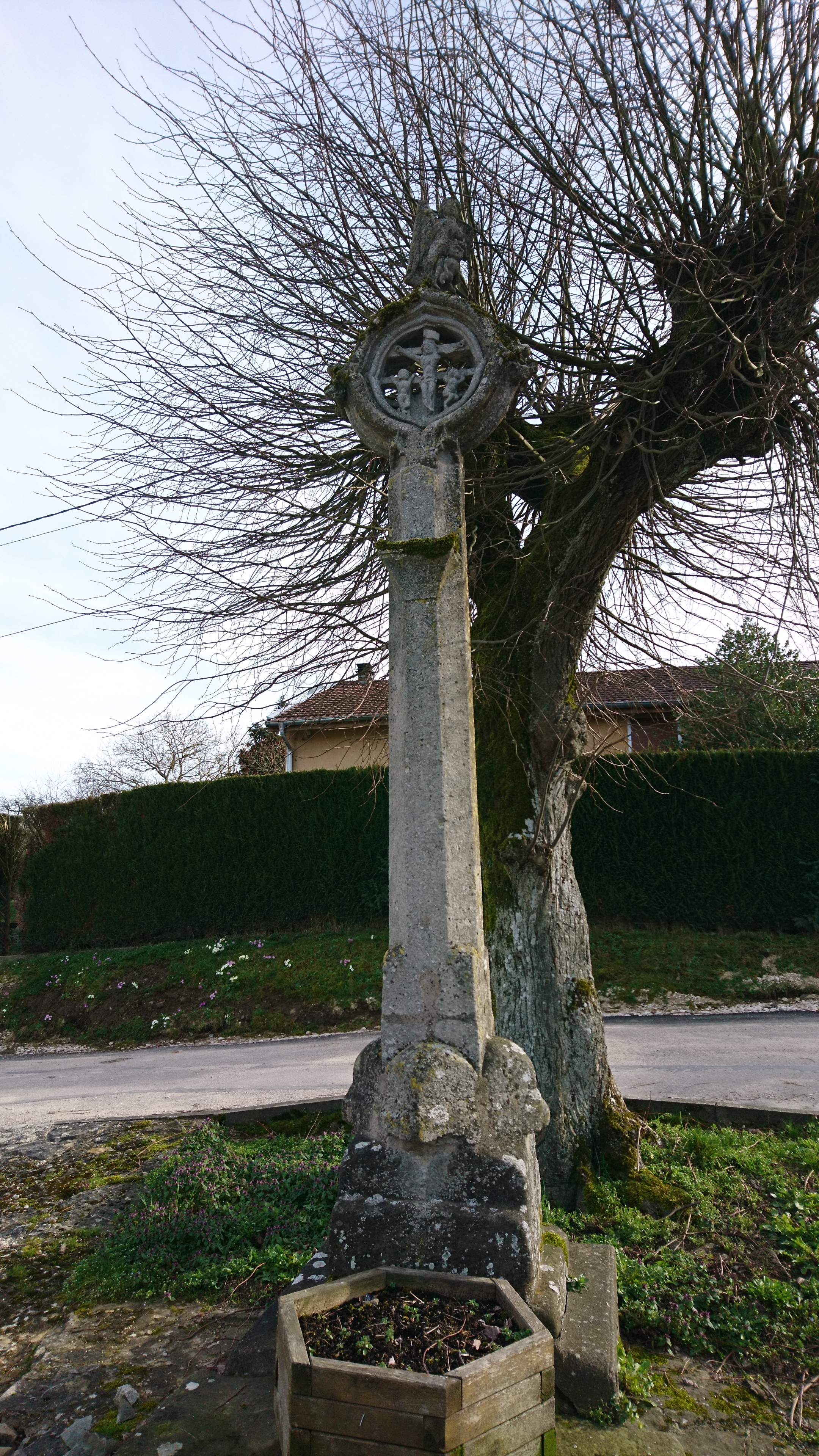
Croix de chemin du XVe siècle.
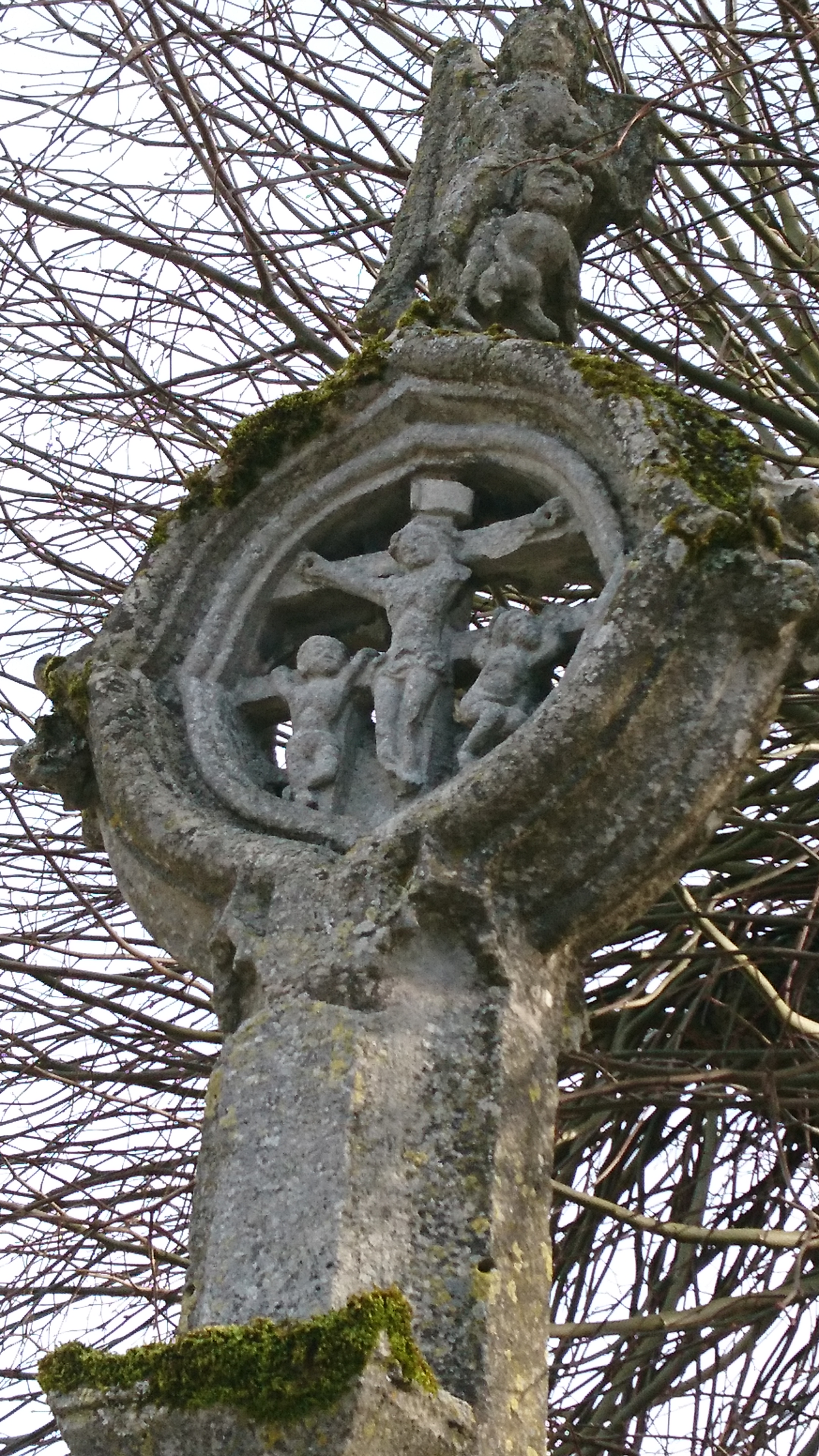
Détail de la croix de chemin.

- L'église[35] Saint-Pierre-aux-Liens[36],[37].
  - La cloche de l'église a été fondue pour la paroisse de Gugney-aux-Aulx. Elle a été achetée à Gugney par la commune de Mazirot. Date de classement MH : 1921/04/08 au titre d'objet[38].
  - Plaque funéraire de Guy de Mazeroy, seigneur de Mazirot, mort en 1431 et de Gillette de Mazeroy, sa fille, morte en 1519[39].
  - Dalle funéraire de Jean de Barbay, mort en 1582[40].
- Monument aux morts dans le cimetière[41],[42].
- Croix de chemin en pierre du XVe siècle classée au titre des monuments historiques par arrêté du 3 juin 1908[43],[44].
- Sentier de randonnée des 3 fontaines[45].
- Patrimoine rural recensé par le service régional de l'Inventaire général du patrimoine culturel[46].

### Personnalités liées à la commune
- Philippe Baumaux, grainetier, dirigeant de l'entreprise Baumaux[47]
- Joseph Hel, luthier[48],[49],[50].
- Médaillés de Sainte-Hélène[51].

### Héraldique, logotype et devise
Commune sans blason.

## Pour approfondir